# Nistos
Nistos település Franciaországban, Hautes-Pyrénées megyében. Lakosainak száma 210 fő (2022. január 1.). Nistos Bize, Ferrère, Hèches, Sacoué, Sarrancolin és Seich községekkel határos.

## Népesség
A település népességének változása:
| Lakosok száma | 241  | 223  | 215  | 213  | 210  | 208  | 209  | 210  |
|               | 2013 | 2015 | 2017 | 2018 | 2019 | 2020 | 2021 | 2022 |